# Prunay-sur-Essonne
 Prunay-sur-Essonne  es una población y comuna francesa, ubicada en la región de Isla de Francia, departamento de Essonne, en el distrito de Évry y cantón de Milly-la-Forêt.

## Demografía
| 123 | 132 | 198 | 240 | 279 | 286 |
| Para los censos de 1962 a 1999 la población legal corresponde a la población sin duplicidades (Fuente: INSEE [Consultar]) |     |     |     |     |     |